# Tabela rozpuszczalności
Tabela rozpuszczalności – tabela obrazująca rozpuszczalność wybranych związków nieorganicznych, które komponuje się z umieszczonych na jednej z osi kationów, na drugiej anionów.
Tabela zwykle zawiera dane o charakterze rozpuszczalności w wodzie, tj. czy dany związek jest (umownie):
- dobrze rozpuszczalny (>1 g/100 g wody)
- trudno rozpuszczalny (0,1–1 g/100 g wody)
- nierozpuszczalny (<0,1 g/100 g wody)
- związek nie został otrzymany lub w roztworze zachodzą reakcje

Niektóre tabele oprócz rozpuszczalności podają także przybliżony kolor uzyskiwanej substancji/roztworu.
|       | Br− | CO2− 3 | Cl− | ClO− 3 | OH− | NO− 3 | S2− | PO3− 4 | SO2− 4 | Cr 2O2− 7 |
| ----- | --- | ------ | --- | ------ | --- | ----- | --- | ------ | ------ | --------- |
| Al3+  | R   | –      | R   | R      | N   | R     | –   | N      | R      | N         |
| NH+ 4 | R   | R      | R   | R      | R   | R     | R   | R      | R      | R         |
| Ca2+  | R   | N      | R   | R      | T   | R     | T   | N      | T      | N         |
| Cu2+  | R   | N      | R   | R      | N   | R     | N   | N      | R      | N         |
| Fe2+  | R   | N      | R   | R      | N   | R     | N   | N      | R      | N         |
| Fe3+  | R   | –      | R   | R      | N   | R     | N   | N      | T      | N         |
| Mg2+  | R   | N      | R   | R      | N   | R     | –   | N      | R      | N         |
| K+    | R   | R      | R   | R      | R   | R     | R   | R      | R      | R         |
| Ag+   | N   | N      | N   | R      | –   | R     | N   | N      | T      | N         |
| Na+   | R   | R      | R   | R      | R   | R     | R   | R      | R      | R         |
| Zn2+  | R   | N      | R   | R      | N   | R     | N   | N      | R      | N         |

| R | rozpuszczalny        |
| N | nierozpuszczalny     |
| T | Trudno rozpuszczalny |
| – | Zachodzą reakcje     |